# Nienstedt
Nienstedt este o comună în Saxonia-Anhalt, Germania